# Cyclosternum melloleitaoi
Cyclosternum melloleitaoi is een spinnensoort in de taxonomische indeling van de vogelspinnen (Theraphosidae).
Het dier behoort tot het geslacht Cyclosternum. De wetenschappelijke naam van de soort werd voor het eerst geldig gepubliceerd in 1971 door Bücherl, Timotheo & Hippolyte Lucas.